# Estadi 15 d'Octubre
L'Estadi 15 d'Octubre és un estadi esportiu de la ciutat de Bizerta, a Tunísia. El nom de l'estadi fa referència a la data de l'evacuació del darrer soldat estranger de la ciutat, el 15 d'octubre de 1963, després del conflicte de Bizerta.
És la seu del club CA Bizertin. La seva capacitat és per a 20.000 espectadors. Va ser seu de la Copa d'Àfrica de Nacions 2004.